# Anastázie Růžičková
Anastázie Růžičková (rozená Kurinová; 27. ledna 1920 Toruň – 8. ledna 1946 Praha) byla česká armádní ošetřovatelka a příslušnice 1. československého armádního sboru v období druhé světové války.

## Život
Anastázie Kurinová se narodila 27. ledna 1920 v Toruni u Volového na Podkarpatské Rusi v rodině Juraje a Anastázie Kurinových. Vychodila obecnou školu a pracovala jako dělnice.
Dne 11. listopadu 1939 ilegálně opustila Maďary okupovanou Podkarpatskou Rus a přešla na území Sovětského svazu, kde byla ale okamžitě zatčena, uvězněna a odsouzena na tři roky nucených prací, na které byla odvezena do Ázerbájdžánu. V prosinci 1942 jí byla udělena amnestie a nařízen pobyt v Džambulu v Kazachstánu. Podařilo se jí dostat do Buzuluku, kde koncem května 1943 vstoupila do zde vznikající 1. československé samostatné brigády. Absolvovala základní vojenský výcvik a byla zařazena do zdravotnické roty. Až do konce války pak sloužila jako ošetřovatelka u roty velkorážních protiletadlových kanónů. Během tohoto období se vdala za velitele jednotky por. Václava Růžičku. Do řad 1. československého armádního sboru kromě Anastázie Růžičkové vstoupil i její otec a sourozenci, v kulometné rotě bojoval i její švagr Evžen Růžička. Během bojů o Bílou Cerekev v roce 1944 byla během ošetřování raněných přímo v poli sama zraněna.
Anastázii Růžičkové se ještě v roce 1945 narodil syn a společně s manželem se rozhodli žít v Praze. Zde také 8. ledna 1945 předčasně zemřela.

## Vyznamenání
- 1945 – Československý válečný kříž 1939